# 일본국 헌법 제13조
일본국 헌법 제13조(일본어: 日本国憲法第13条)은 일본국 헌법 제3장 "국민의 권리와 의무"의 조문 중 하나이다. 개인의 존중(인간 존엄), 행복추구권 및 공공의 복지에 대해 규정하고 있으며, 제11조, 제12조와 함께 인권 보장의 기본 원칙을 규정하고 있다.

## 조문
일본국 헌법 제13조
모든 국민은 개인으로서 존중받는다. 생명, 자유 및 행복 추구에 대한 국민의 권리에 대해서는 공공의 복지에 반하지 아니하는 한 입법 그 외의 국정 상에서 최대의 존중을 필요로 한다.

## 해설
본 조는 기본적 인권을 규정하는 헌법 제3장에 위치한 이른바 인권 규정에 있어서 포괄적 조문의 역할을 하고 있어 일본국 헌법의 이념적 지주 중 하나인 "기본적 인권의 존중"의 근거 조문 중 하나가 되고 있다.
헌법 제14조의 각 규정에서 구체적인 근거를 얻기는 어렵지만 헌법상 보호가 인정되어야 할 권리에 대해서는 본 조를 근거로 헌법상 보호된 권리로 인정되는 경우가 있다(프라이버시, 초상권, 환경권 등). 이 같은 권리들은 비교적 그 권리성이 중시되고 있기 때문에 최근에는 "새로운 인권"이라 불리고 있기도 하다.
일본국 헌법은 1947년 5월 3일 시행 이래 단 한 번도 개정되지 않았고, 개정에 까다로운 절차를 요하는 "경성 헌법"인 만큼 시대가 변하면서 새로이 인정 받기 시작한 권리가 헌법에 반영되지 못했기 때문에, 어느 특정 권리에 대해 헌법상 그 권리를 보호해야 한다고 생각되는 경우에 헌법 조항 중 어느 조문을 기초로 할 것인가에 대해 논란이 되는 경우에는, 인권에 대해 포괄적인 규정을 갖고 있는 본 조가 근거 조문으로 자주 이용되기도 한다.
본 조의 두 번째 문장에서 규정하고 있는 "행복 추구에 대한 국민의 권리"의 부분은 보통 줄여서 "행복추구권"이라 부르며, 본 조에 규정된 인권 중에서는 비교적 구체적으로 규정된 것으로 여겨진다.
덧붙여, 일본 제국 헌법에서는 본 조와 비슷한 인권(제국 신민의 권리)에 관한 포괄적 규정은 존재하지 않았다.